# Pierre Duhem
Pour les articles homonymes, voir Duhem.
Pierre Maurice Marie Duhem, né le 10 juin 1861 à Paris 2e et mort le 14 septembre 1916 à Cabrespine, est un physicien, chimiste, historien et épistémologue français.

## Biographie

### Jeunesse et études
Né à Paris le 10 juin 1861, Pierre Duhem est le fils de Pierre Joseph Duhem, d'origine flamande, et de Marie Alexandrine Fabre, d'origine languedocienne. Il suit ses études secondaires au collège Stanislas, et obtient le baccalauréat. Il entre premier au concours de l'École normale supérieure en 1882. Il y étudie la physique et est reçu à l'agrégation de sciences physiques en 1885. 
Il présente une thèse sur le potentiel thermodynamique, où il critique le principe du travail maximum de Marcellin Berthelot. Le jury refuse la thèse sur des critères universitaires. Il s'opposera toute sa vie à Marcellin Berthelot, son adversaire universitaire et idéologique. Duhem était ouvertement anti-républicain, antisémite et anti-dreyfusard.

### Parcours professionnel
Il enseigne la physique à la faculté des sciences de Lille, entre 1887 et 1891. En 1893, il enseigne à l'université de Rennes. En 1894, il obtient une chaire de physique théorique à l'université de Bordeaux, où il passera toute sa carrière, en opposition avec les mandarins parisiens.
Duhem est proche de l'Action française, quoiqu'il soit légèrement critique envers l'athéisme de Charles Maurras. Il était catholique pratiquant.
Lors de la Première Guerre mondiale, il s'engage dans l'effort de guerre intellectuel. Dans La Science allemande (1915), il oppose ce qu'il considère comme la « science germanique », qui serait moins noble que la « science française », car ne relevant pas de l'esprit géométrique, cartésien, à la française. Il s'y inspire de la distinction entre esprit ample et esprit fin exposé par Pascal dans De l'esprit géométrique et Pensées.

## Principaux apports

### Travaux en thermodynamique
Duhem est un spécialiste de la thermodynamique qui est à l’époque la branche dominante en physique. Très tôt orienté vers les travaux de Gibbs et de Helmholtz, Duhem propose, dès ses premières contributions, d’utiliser la notion de potentiel chimique, ce qui le conduira à la formulation de la relation de Gibbs-Duhem. Duhem poursuit ses recherches dans cette direction, proposant d’autres applications variées du potentiel chimique à la statique et à la dynamique chimique (inégalité de Clausius-Duhem (en), relation de Duhem-Margules). Ces travaux font de lui l’un des fondateurs de la chimie physique moderne avec van ’t Hoff, Ostwald, Arrhenius, Le Chatelier. Ce faisant, au lieu de se proposer, comme beaucoup de ses contemporains, en France notamment, de réduire les phénomènes chimiques à la mécanique, il les rapportait à la thermodynamique.

### Conception de la thermodynamique
Par ses conceptions et ses contributions en thermodynamique, Duhem apparaît comme un des principaux pionniers de l’étude de la thermodynamique des processus irréversibles. Le projet de Duhem était de fonder sur une énergétique ou thermodynamique générale l’ensemble de la physique et de la chimie, en harmonie avec les conceptions énergétistes de Rankine, Helmholtz, Mach et d’autres, et en opposition au projet de réduction mécaniste des atomistes comme Boltzmann.
Il s’attache à poser les fondements logiques et axiomatiques de cette science. Le deuxième principe ne lui paraissait pas réductible à la mécanique – à quoi l’on rapportait généralement le premier, celui de la conservation de l’énergie, issu du principe de l’équivalence de la chaleur et du mouvement ; pour établir les deux principes sur un pied d’égalité, il fallait les traiter comme des postulats, et « la thermodynamique se développe alors selon un type de théorie nouveau en physique ». On perçoit déjà ici le lien entre ses recherches scientifiques et sa conception de la théorie physique.
Duhem voyait dans sa tentative d’unifier les sciences physiques et chimiques au sein d’une thermodynamique généralisée sa principale contribution scientifique. Il est à noter que les mots « atome » et « molécule » sont totalement absents, conformément à son rejet de ces notions, de son Traité d’énergétique de 1911 qui propose l’accomplissement de ce programme.

### Histoire des sciences
Il fut aussi un historien des sciences, notamment dans son œuvre Le Système du monde. Histoire des doctrines cosmologiques, de Platon à Copernic, somme remarquable et véritable monument de l'histoire des sciences des origines à la Renaissance, dont la publication en dix volumes s'est étalée de 1913 à 1958, où il défend une interprétation continuiste du progrès scientifique et réévalue l'importance du Moyen Âge avant l'émergence de la science moderne.

## Principales œuvres

### «Physique de croyant»(1904)
En réponse à des accusations épistémologiques d'Abel Rey, selon lesquelles sa philosophie des sciences et sa théorie de la physique seraient sous l'influence de sa croyance catholique, Duhem publie dans les Annales de philosophie chrétienne un article intitulé « Physique de croyant ». Il y défend la séparation entre la physique et la métaphysique, et l'inutilité pour la première de l'appui de la seconde. L'article est considéré comme une étape importante dans la vie intellectuelle et l'épistémologie française du tournant du siècle.

### La théorie physique. Son objet, sa structure(1906)
La théorie physique, qui paraît en 1906, est le maître ouvrage de Duhem en tant que philosophe des sciences. L'auteur y expose son épistémologie et sa conception instrumentaliste de la science, qui ne vise à décrire les choses en soi, mais à les représenter dans des théories qui visent une classification naturelle des lois expérimentales.

### Sauver les apparences(1908)
Dans son ouvrage Sauver les apparences. Sur la notion de théorie physique de Platon à Galilée, Duhem examine « quelles sont les relations  de la théorie Physique et de la Métaphysique », question qui « a été, pendant 2000 ans, formulée de la manière suivante : quelles sont les relations de l'Astronomie et de la physique ? » Duhem expose la longue opposition entre les tenants de l'Astronomie de Ptolémée qui évolue pour « sauver les apparences » et les partisans de la Physique d'Aristote qui refusent tout modèle n'utilisant pas exclusivement les sphères homocentriques. Il défend l'idée que c'est le cardinal Robert Bellarmin qui avait raison contre Galilée puisque la science se doit de « sauver les apparences » (ou « sauver les phénomènes ») sans prétendre décrire la réalité ultime.

## Honneurs
Il devint membre correspondant de l'Académie des sciences en 1900 et membre titulaire non résident en 1913.
Il a reçu le titre de docteur honoris causa de l'université Jagellonne de Cracovie en 1900.
Son nom a été donné à une rue de Bordeaux près de son domicile peu après la Première Guerre mondiale.

## Œuvres
- De l'aimantation par influence. Suivi de Propositions données par la faculté, Paris, Gauthier-Villars et fils, 1888 (lire en ligne)
- Le potentiel thermodynamique et ses applications à la mécanique chimique et à l'étude des phénomènes électriques, Paris, A. Hermann, 1886 (lire en ligne)
- Des corps diamagnétique, 1889 (BNF 30370599)
- Cours de physique mathématique et de cristallographie de la Faculté des sciences de Lille. Hydrodynamique, élasticité, acoustique : I. Théorèmes généraux, corps fluides ; II. Les Fils et les membranes, les corps élastiques, l'acoustique, A. Hermann, 1891(BNF 30370600)Textes en ligne disponibles sur LillOnum : I. Théorèmes généraux, corps fluides ; II. Les Fils et les membranes, les corps élastiques, l'acoustique
- Leçons sur l'électricité et le magnétisme : I. Les Corps conducteurs à l'état permanent ; II. Les Aimants et les corps diélectriques ; III. Les Courants linéaires, Paris, Gauthier-Villars et fils, 1891 (lire en ligne)(BNF 30370608)
- Introduction à la mécanique chimique, Paris, G. Carré, 1893 (lire en ligne)
- Sur les déformations permanentes et l'"hysteresis", Bruxelles, impr. de Hayez, 1894 (lire en ligne)
- Les Théories de la chaleur, 1895
- Théorie thermodynamique de la viscosité, du frottement et des faux équilibres chimiques, Paris, A. Hermann, 1896 (lire en ligne)
- Traité élémentaire de mécanique chimique fondée sur la thermodynamique. Les mélanges doubles : statique chimique générale des systèmes hétérogènes, Paris, A. Hermann, 1897 (présentation en ligne)
- Traité élémentaire de mécanique chimique fondée sur la thermodynamique. Faux équilibres et explosions, Paris, A. Hermann, 1898 (1re éd. 1897) (lire en ligne)
- Le Mixte et la combinaison chimique. Essai sur l'évolution d'une idée, 1902
- Les théories électriques de J. Clerk Maxwell : étude historique et critique, Paris, A. Hermann, 1902 (lire en ligne)
- Thermodynamique et chimie : Leçons élémentaires à l'usage des chimistes, Paris, A. Hermann, 1902 (lire en ligne)
- L'évolution de la mécanique, Paris, A. Hermann, 1905 (lire en ligne)
- Les Origines de la statique, 1905–6, tome I, tome II.
- La Théorie physique. Son objet, sa structure, 1906 (réimp. Vrin, 2007).
- Sauver les phénomènes. Essai sur la notion de théorie physique de Platon à Galilée. Sozein ta phainomena, Bibliothèque des Textes Philosophiques, Paris, Vrin, 2005 (publications précédentes : en 1908 aux éd. Hermann, en 1992 dans la collection "Mathesis" aux éditions Vrin),  (ISBN 978-2711616084) Texte en ligne disponible sur LillOnum
- Traité d'énergétique, 1911
- Le Système du Monde. Histoire des Doctrines cosmologiques de Platon à Copernic, 10 vol., (1913—1959). Texte en ligne : 
  - volume I : La cosmologie hellénique (L'astronomie pythagoricienne, La cosmologie de Platon, Les sphères homocentriques, La physique d'Aristote, Les théories du temps, du lieu et du vide après Aristote...)
  - volume II : La cosmologie hellénique, suite. L'astronomie latine au Moyen Âge (Les dimensions du monde, Physiciens et astronomes...) 
  - volume III : L'astronomie latine au Moyen Âge, suite  
  - volume IV : L'astronomie latine au Moyen Âge, suite 
  - volume V : La crise de l'aristotélisme 
  - volume VI : Le reflux de l'aristotélisme (Henri de Gand, Duns Scot, l'essentialisme, les deux vérités...)
  - volume VII : La physique parisienne au XIVe siècle
  - volume VIII : La physique parisienne au XIVe siècle, suite (Le vide et le mouvement dans le vide, L'horreur du vide, le mouvement des projectiles, La chute accélérée des graves, L'astrologie chrétienne, Les adversaires de l'astrologie) 
  - volume IX : La physique parisienne au XIVe siècle, suite (La théorie des marées, L'équilibre de la terre et des mers, Les petits mouvements de la Terre et les origines de la géologie, La rotation de la Terre, La pluralité des mondes 
  - volume X : La cosmologie du XVe siècle. Écoles et universités au XVe siècle, Les Universités de l'Empire au XVe siècle  (L'Université de Paris au XVe siècle, Nicolas de Cues, L'école astronomique de Vienne (de), La pensée italienne au XIVe siècle, Paul de Venise. Table générale des matières de l'ouvrage) 
  - [les dix volumes en ePub https://archive.org/details/lesystmedumond01duhe]
- Études sur Léonard de Vinci, ceux qu'il a lus, ceux qui l'ont lu, 3 vol., Hermann, Paris (1906—1913)
  - Première série : Ceux qu'il a lus et ceux qui l'ont lu, 1906 
  - Deuxième série : Ceux qu'il a lus et ceux qui l'ont lu, 1909 
  - Troisième série : Les précurseurs parisiens de Galilée, 1913
- Au pays des gorilles, Paris, éditions Beauchesne, 1997.
- Lettres de Pierre Duhem à sa fille Hélène, Paris, éditions Beauchesne, 1994.
- Realtà e rappresentazione: alle origini della «Théorie physique» (scritti 1892-1896) / a cura di Mirella Fortino e Jean-François Stoffel ; prefazione di Stefano Bordoni, Roma, Aracne, 2022, 603 p. (Duhemiana ; 4).